# Tihamah

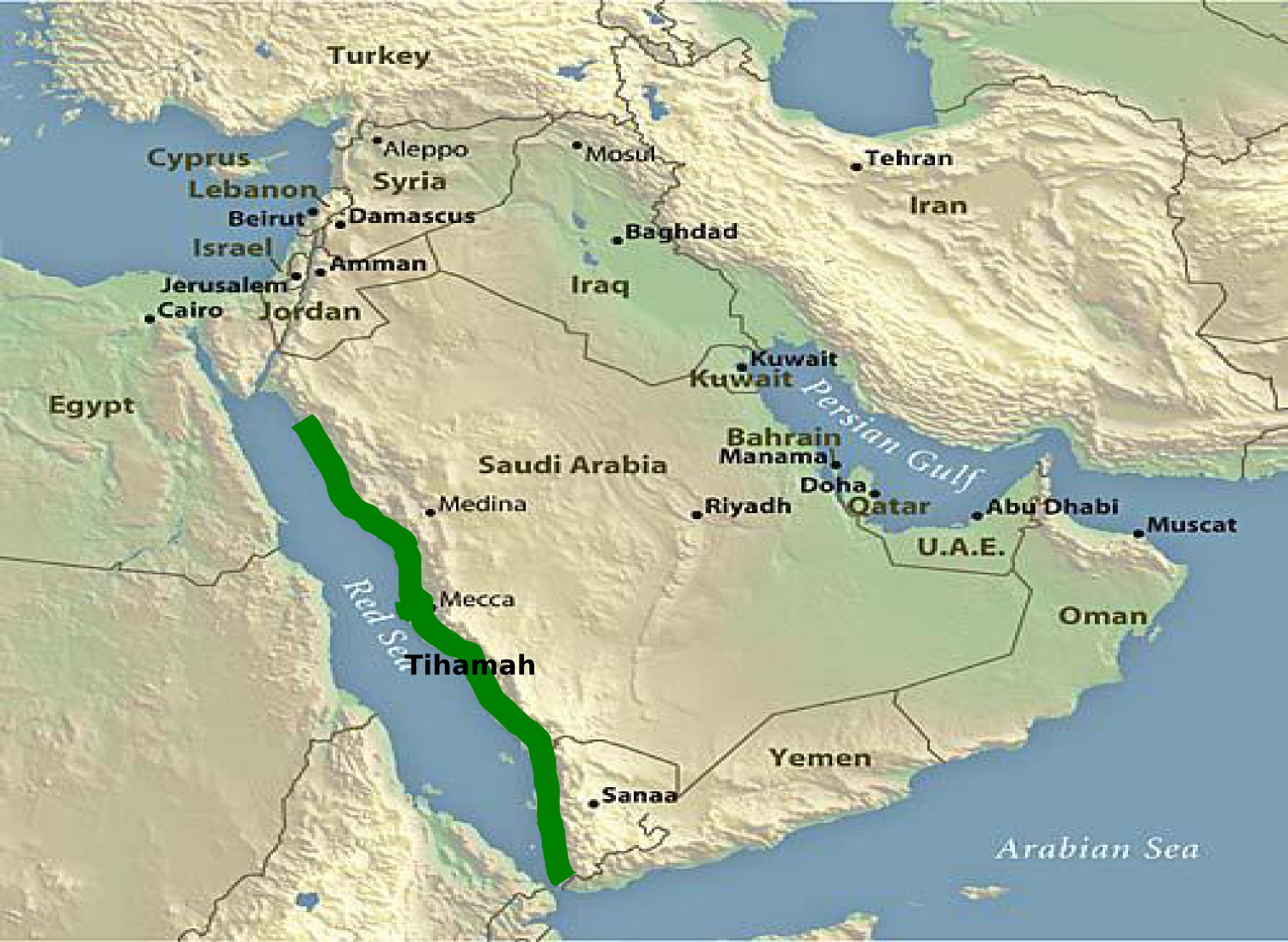
Bản đồ khu vực Tihamah (xanh) tại miền tây bán đảo Ả Rập

Tihamah hay Tihama (tiếng Ả Rập: تهامة Tihāmah) là khu vực đồng bằng ven biển Đỏ của bán đảo Ả Rập, từ vịnh Aqaba đến eo biển Bab el Mandeb.

## Lịch sử

### Thời kỳ Muhammad
Trong thời kỳ Nhà tiên tri Muhammad, nhiều cuộc chinh phục quân sự diễn ra trong khu vực, bao gồm xâm chiếm Hamra al-Asad và các vụ tập kích đoàn buôn.
Khởi đầu từ tháng 1 năm 623, một số người Hồi giáo dùng đến truyền thống tập kích các đoàn buôn Mecca vốn dĩ phải đi dọc bờ biển phía đông biển Đỏ từ Mecca đến Syria. Sinh hoạt cộng đồng có tính chất sống còn trong điều kiện sa mạc, do người dân cần hỗ trợ chống lại môi trường và cách thức sinh hoạt khắc nghiệt. Các nhóm bộ lạc do theo nhu cầu nên được khuyến khích hành động như một đơn vị. Tính đoàn kết này dựa trên liên kết họ hàng huyết thống. Cư dân bán đảo Ả Rập là những người du cư hoặc định cư, những người du cư liên tục đi từ nơi này đến nơi khác để kiếm nước và đồng cỏ cho bầy gia súc của họ, trong khi những người định cư tập trung vào mậu dịch và nông nghiệp. Sự sống còn của những người du cư (hay Bedouin) cũng một phần dựa vào các vụ tập kích các đoàn buôn hay ốc đảo, do đó họ cho rằng đây không phải hành vi phạm tội.
Trong khi lưu lại Hamra al-Asad, Muhammad đạt được một thoả thuận với Mabad al-Khuzaah tại Tihamah, theo đó Mabad cam kết không giấu giếm bất kỳ điều gì. Mabad sau đó được cử đến Mecca để phát tán thông tin sai lệch. Tại Mecca, Mabad gặp gỡ Abu Sufyan và phát tán thông tin giả rằng Muhammad đã tập hợp một đội quân lớn để đánh Abu Sufyan. Abu Sufyan và đồng hữu lên kế hoạch về một cuộc tấn công lớn và quyết định nhằm vào Medina để tiêu diệt hoàn toàn người Hồi giáo. Nghe lời của Mabad về sức mạnh quân sự lớn của Muhammad, Abu Sufyan ngưng lại kế hoạch tấn công người Hồi giáo. Nhờ đó, Muhammad thành công trong việc ngăn ngừa cuộc đại công kích mà người Mecca lên kế hoạch.

## Địa lý
Khu vực đôi khi được phân thành hai phần là Tihamat Al-Hejaz (phần phía bắc) và Tihamat 'Asir (phần phía nam). Phần thuộc Yemen (Tihamat Al-Yaman) là một phần mở rộng thuộc Tihamat ʿAsir. Đồng bằng hẹp và có chiều rộng lớn nhất (60 đến 80 km) tại phía nam của Medina và phía nam của Mecca.
Các thành phố Yanbu, Jeddah và Al Qunfudhah nằm tại phần Hejaz của Tihamah. Phần Asir - Yemen của đồng bằng Tihamah có các thành phố Jizan và Al Hudaydah.

Đồng bằng ven biển Tihamah tại phía nam của Yemen, 1931

Nhiệt độ tại Tihamah có lẽ thuộc vào hàng nóng nhất trên thế giới. Tihamah trong tiếng Ả Rập có nghĩa là nóng gắt và thiếu gió.
Đồng bằng ven biển nhiều cát và rộng lớn này là một khu vực nóng và khó khăn để cư trú, nằm song song với biển Đỏ, và hầu hết phần đất phía bắc của Zabid (Yemen) không có cây cối. Tuy nhiên, tại một vài địa điểm có cây bụi rậm rạp gồm hầu hết là Acacia ehrenbergiana và có thể giả định đây là loài ban đầu chiếm ưu thế trong thảm thực vật tại Tihamah. Salvadora persica mọc trong các bụi cây, và có các cây mọc đơn lẻ thuộc loài Balanites aegyptiaca và các khóm cọ đum dại (Hyphaene thebaica) và chà là trồng (Phoenix dactylifera).

## Khảo cổ học
Có trên 16 phiến đá đứng cự thạch được Edward Keall phát hiện gần làng al-Mutaynah trong khu vực Tihamah. Các phiến đá được làm từ granite và nặng đến 20 tấn. Ba trong số các phiến đá dựng đứng này đo được chiều cao khoảng 2,4 m và một phiến đá bị đổ có chiểu dài trên 20 m. Các công cụ bằng đồng được cho là có niên đại cùng thời với khi dựng các phiến đá, vào khoảng từ 2400 đến 1800 TCN.